# Archiconops pseudoerythrocephalus
Archiconops pseudoerythrocephalus är en tvåvingeart som beskrevs av Stuke 2004. Archiconops pseudoerythrocephalus ingår i släktet Archiconops och familjen stekelflugor. Inga underarter finns listade i Catalogue of Life.